# Красный дом в Новогирееве
«Красный дом» в Новогиреево (также известен как дом В. А. Фаворского, Дом художников, Красная дача) — жилой дом, достопримечательность района Перово и города Москвы, находящийся по адресу Новогиреевская улица, 7.
В 1930-е годы по решению Моссовета по этому адресу была выделена территория под строительство жилых помещений и творческих мастерских для группы художников. Будущие жильцы дома сами сделали проект трёхэтажного дома, состоящего из одного подъезда в общей сумме в 12 квартир, строительство которого было завершено в 1939 году. Рядом с домом была маленькая дорога, которая вела к шоссе Энтузиастов. В настоящее время в доме в мастерских Ефимова и Фаворского хранятся их работы, а на заднем дворе стоит мастерская для скульптурных работ и мастерская с муфельной печью для стекла и керамики. Здесь проживают потомки художников.

## Известные жильцы
- Владимир Фаворский[4]
- Иван Ефимов и Нина Ефимова[5]
- Дмитрий Жилинский и Нина Жилинская. Дмитрий Жилинский рассказывал: «Я поселился в Новогирееве, в доме, который построили для себя Фаворский и Ефимов. Фаворский жил через дверь, рядом! Они приглашали на семейные праздники, играли в шарады. Беседы с ними повлияли на меня необыкновенно. Этот дом был, как окно в Европу. Никогда не было разговоров о деньгах, о чинах. Жили нормальной жизнью. Деда расстреляли, папу арестовали, а я мог радоваться судьбе. Я прожил там лет двадцать, до шестьдесят какого-то года»[6]
- Лев Кардашов и Людмила Кардашова[7]
- Илларион Голицын
- Елена Коровай[8]
- Дмитрий Шаховской